# GTP-bindendes Protein Di-Ras3
Das GTP-bindende Protein Di-Ras3 ist ein Protein, das vom Gen DIRAS3 kodiert wird. Es gehört zu den Proteinen um die Ras-Familie und ist als Tumorsuppressor aufzufassen, der besonders bei Brustkrebs und bei Ovarialkarzinomen seine Funktion verloren hat. Dort wird DIRAS3 in gesundem Gewebe am stärksten exprimiert; die Expression in anderen Geweben unterscheidet sich. Das Protein verfügt über eine hoch-konservierte GTP-bindende Domäne, wahrscheinlich über eine Effektor-Domäne, die sich von denen der Ras- und Rap-Proteine deutlich unterscheidet, und über ein C-terminales Motiv für die Membranlokalisation.